# هضبة حلب
هضبة حلب هي هضبة منخفضة متموجة بسلاسة في شمال سوريا. تقع في الطرف الشمالي من الملتقى بين الصفيحة العربية والصفيحة الأفريقية عند صدع البحر الميت. يقع معظم الهضبة في محافظة حلب ومحافظة إدلب. وتقع مدينة حلب في شمال وسط الهضبة.

## الحدود
تقع هضبة حلب شمال حزام جبل تدمر مباشرةً. يحدها شرقًا وادي نهر الفرات الذي يفصلها عن هضبة الجزيرة، وغربًا النصف الشمالي من صدع البحر الميت، أي وادي نهر العاصي. تُشكل هضبة عنتاب استمرارًا شماليًّا للهضبة، وتنتهي عند جبال طَوْرُوس.

## الوصف

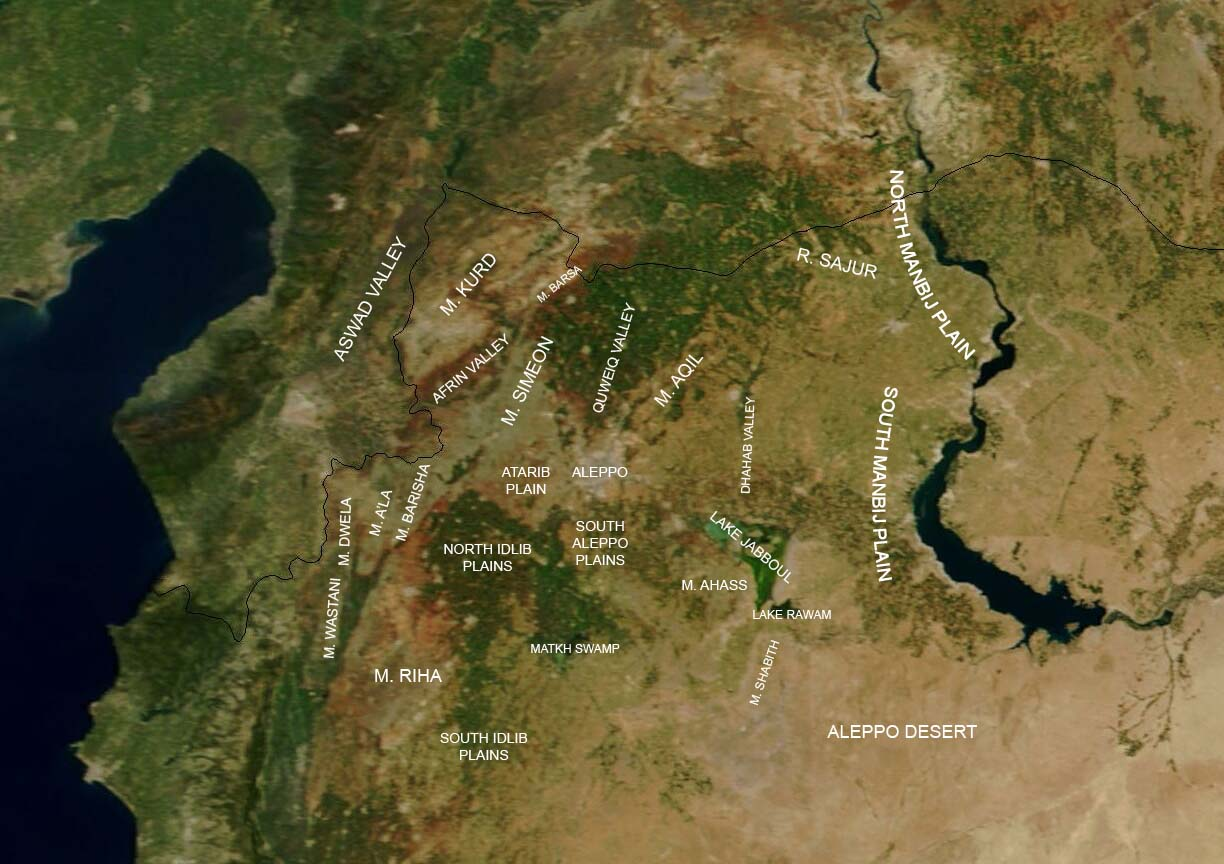
المعالم الجغرافية في هضبة حلب.

متوسط ارتفاع الهضبة 400 م. ينحدر السطح تدريجيًّا نحو الأسفل باتجاه الشمال والجنوب والغرب الشرقي. يتموج السطح بسلاسة بسعة 10-30 م لكل تموج. الأراضي المنخفضة مغطاة برواسب مجتمعة من حقبة الحياة القديمة وحقبة الحياة الوسطى، يبلغ سمكها 4-5 كيلومترات على السطح بأكمله.
ابتداءً من وادي الفرات، ترتفع التضاريس لتُشكِّل السهل المنبج ثم تنخفص مرةً أخرى في وادي نهر الذهب شرق محافظة حلب. تنخفض المرتفعات في وادي نهر الذهب شمال مدينة الباب، ويمتد في اتجاه الشمال والجنوب لمسافة حوالي 50 كم حتى يصب في بحيرة سبخة الجبول. غرب وادي نهر الذهب ترتفع التضاريس مرةً أخرى لتشكل جبل عقيل (جبل تيمار) (534 م) غرب باب وجبل الصاع (550 م)، غرب بحيرة سبخة الجبول. تنخفض التضاريس مرةَ أخرى لتشكل وادي نهر قويق. في آخر نهر قويق، يوجد مستنقع معيش (249 م)، وهي أدنى نقطة في محافظة حلب. غرب نهر قويق يوجد جبل سمعان. إلى الجنوب من جبل سمعان تقع سهول إدلب. ويجري غرب جبل سمعان نهر عفرين. إلى الغرب من نهر عفرين، ترتفع الأرض مرة أخرى لتشكل جبل الأكراد. يمتد نهر عفرين من الشمال إلى الجنوب بين جبل سمعان وجبل الأكراد ثم يتجه غربًا إلى وادي العاصي، وبالتالي يفصل جبل الأكراد عن جبال حارم في الجنوب. كما يفصل جبال حارم عن جبل الزاوية جنوبًا سهل الروج، والذي يقود إلى سهل الغاب في وادي العاصي. تُعرف مرتفعات هضبة حلب الغربية مجتمعة باسم كتلة الحجر الجيري.
الجزء الجنوبي الشرقي من الهضبة عبارة عن سهوب قاحلة تشكل الطرف الشمالي من البادية الشامية. تُعتبَر بقية الهضبة خصبة بشكل عام، خاصةً في الشمال الغربي. يتم إزالة الغابات من الهضبة بشكل عام باستثناء غابة متفرقة تبلغ مساحتها حوالي 50 كيلومترًا مربعًا على المنحدر الشرقي لجبل الأكراد حيث تُواجه سهل أعزاز. الأشجار الرئيسة في المنطقة هي أشجار الصنوبر الحلبي وأشجار البلوط.

## طالِع أيضًا
- محافظة حلب